# Hydrotaea jeanneli
Hydrotaea jeanneli är en tvåvingeart som beskrevs av Seguy 1938. Hydrotaea jeanneli ingår i släktet Hydrotaea och familjen husflugor. Inga underarter finns listade i Catalogue of Life.